# Aurignac
 Aurignac  (en occitano Aurinhac) es una población y comuna francesa, en la región de Mediodía-Pirineos, departamento de Alto Garona, en el distrito de Saint-Gaudens y cantón de Aurignac.
Da nombre al período auriñaciense.

## Demografía
| 1026 | 971 | 966 | 976 | 983 | 980 |
| Para los censos de 1962 a 1999 la población legal corresponde a la población sin duplicidades (Fuente: INSEE [Consultar]) |     |     |     |     |     |

## Hermanamientos
- Benabarre, España.[3]